# Київське вище професійне поліграфічне училище
Державний навчальний заклад "Центр професійної освіти інформаційних технологій, поліграфії та дизайну м. Києва"  — заклад професійно-технічної освіти І рівня акредитації, який готує спеціалістів для поліграфічної, швейної галузей. Розташоване в Києві по вулиці Грушецькій, 13 (І майданчик) та Я. Корчака 8 (ІІ майданчик).

## Історія
Історія Центру з 30 квітня 2015 року, коли шляхом реорганізації Київського вищого професійного поліграфічного училища та Київського вищого професійного училища сервісу та дизайну було створено "Державний навчальний заклад "Центр професійної освіти інформаційних технологій, поліграфії та дизайну м. Києва".
Історія поліграфічного училища починається із 3 листопада 1903 року, коли Стефаном та Василем Кульженками було відкрито першу в Києві школу друкарської майстерності, яка дуже швидко здобула відомість і стала гордістю Міської управи. Спочатку школа працювала в приміщенні на вулиці Хрещатик, 22, а на початку 1905 року її було переведено до окремого будинку на вулиці Софіївській, 7.
Віхи історії училища:
- Київська художньо-реміснича навчальна майстерня друкарської справи з 1903;
- Професійно-технічна техшкола поліграфічного виробництва −1921;
- Школа фабрично-заводського навчання ім. Балабанова — 1926;
- Фабрично-заводське училище друкарів № 4 — 1936;
- Фабрично-заводське училище № 7 −1944;
- Технічне училище поліграфістів № 7 — 1946;
- Художньо-ремісниче училище № 18 — 1951;
- Міське професійно-технічне училище поліграфістів № 6 — 1961;
- Середнє міське професійно-технічне училище поліграфістів № 6 — 1975;
- Середнє професійно-технічне училище № 6 — 1984;
- Професійно-технічне училище № 6 — 1994;
- Київське вище професійне поліграфічне училище — 2003.
- Державний навчальний заклад "Центр професійної освіти інформаційних технологій, поліграфії та дизайну м. Києва"  — 2015.

## Виноски
1. ↑  Архівована копія. Архів оригіналу за 4 серпня 2011. Процитовано 18 серпня 2011.{{cite web}}:  Обслуговування CS1: Сторінки з текстом «archived copy» як значення параметру title (посилання)